# Rozka
Rozka (en rus: Розка) és un poble de l'óblast de Tula, a Rússia, segons el cens del 2010 no tenia cap habitant.